# Köda
| Recensione | Giudizio       |
| ---------- | -------------- |
| Ondarock   | Pietra miliare |

Köda è il settimo album degli In the Nursery.

## Tracce
1. Rites – 3:39
2. Maidens – 0:57
3. Te Deum – 3:09
4. Triumph – 1:15
5. Burnished Days – 2:22
6. Ascent – 7:06
7. Scherzo – 6:18
8. Guarded Rites – 2:47
9. Suspire – 1:54
10. Kotow – 2:07
11. The Seventeenth Parallel – 6:19
12. Compulsion – 4:00
13. Libertaire – 4:30